# フライデイ・ナイト・イン・サンフランシスコ〜スーパー・ギター・トリオ・ライヴ!
| 専門評論家によるレビュー            | 専門評論家によるレビュー |
| レビュー・スコア                    | レビュー・スコア         |
| 出典                                | 評価                     |
| ----------------------------------- | ------------------------ |
| Allmusic                            | [ 5 ]                    |
| The Rolling Stone Jazz Record Guide | [ 6 ]                    |

フライデイ・ナイト・イン・サンフランシスコ〜スーパー・ギター・トリオ・ライヴ!（Friday Night In San Francisco）とは、アル・ディ・メオラ、ジョン・マクラフリン、パコ・デ・ルシアという3人のギタリストによる、アコースティック・ギター3本だけの演奏を収録したライブ・アルバム。

## 解説

### スーパー・ギター・トリオについて
日本では、この3人を「スーパー・ギター・トリオ」と呼ぶことも多く、本作も1996年の再発CDまでは「スーパー・ギター・トリオ」名義となっていたが、メンバーは必ずしも同じではない。アル・ディ・メオラの代わりにラリー・コリエルが参加することもあり、本作レコーディングの翌年に行われた来日公演でもラリーが帯同している。しかしその後、ジョン、アル、パコというラインナップでスタジオ・レコーディングも行われ、1996年の再結成でも同じ3人だったので、スーパー・ギター・トリオといえばこの3人を指すのが慣例となっている。余談だが、アル、ラリー・コリエル、ビレリ・ラグレーンの共演を収録したDVD『スーパーギター・トリオ&フレンズ』のアーティスト表記は、日本では「ザ・スーパーギター・トリオ」と、微妙に変えている。

### 本作について
1980年のジャズ界においては、アコースティック・ギター3本だけのライブ自体が画期的だった。特にアルは、速弾きエレクトリック・ギタリストというイメージが強かったため、所属レコード会社のコロムビア・レコードは、このアイディアに対して非協力的だったということが、1996年6月の記者会見でアルの口から語られている。しかし、既に自分のアルバム『エレガント・ジプシー』でパコと共演し、大きな手応えを得ていたアルは、このアイディアに飛びついた。そして、結果的に本作は大ヒット。1996年の時点で、本作とスタジオ盤『パッション、グレイス&ファイア〜情炎』を合計すると、350万枚売れたと発表されている。
5曲のうち、実際に3人が共演しているのはアル・ディ・メオラ作の「幻想組曲」とジョン・マクラフリン作の「ガーディアン・エンジェル」の2曲だけで、あとは2人ずつのギター・バトルという体裁になっている（詳細は収録曲の項目参照）。また、「ガーディアン・エンジェル」のみライブ録音でなくスタジオ録音で、ニューヨークでレコーディングされた（録音年月日は不明）。

## 収録曲

### Side one
1. 地中海の舞踏 (Mediterranean Sundance) / 広い河 (Rio Ancho)（11:33)
作曲：アル・ディ・メオラ / パコ・デ・ルシア
左チャンネル - パコ・デ・ルシア、右チャンネル - アル・ディ・メオラ
2. 黒い森 (Short Tales Of The Black Forest)（8:40)
作曲：チック・コリア
左チャンネル - ジョン、右チャンネル - アル・ディ・メオラ

### Side two
1. フレボ (Frevo Rasgado)（7:55)
作曲：エグベルト・ジスモンチ
左チャンネル - ジョン・マクラフリン、右チャンネル - パコ・デ・ルシア
2. 幻想組曲 (Fantasia Suite) (8:50)
作曲：アル・ディ・メオラ
左チャンネル - パコ・デ・ルシア、中チャンネル - ジョン・マクラフリン、右チャンネル - アル・ディ・メオラ
3. ガーディアン・エンジェル (Guardian Angel) (3:59)
作曲：ジョン・マクラフリン
左チャンネル - パコ・デ・ルシア、中チャンネル - ジョン・マクラフリン、右チャンネル - アル・ディ・メオラ

## アルバム参加ミュージシャン
- アル・ディ・メオラ - アコースティック・ギター
- ジョン・マクラフリン - アコースティック・ギター
- パコ・デ・ルシア - フラメンコ・ギター

## 製作クレジット
- プロデューサー - アル・ディ・メオラ、ジョン・マクラフリン、パコ・デ・ルシア

- ライブ・レコーディング・エンジニア - レックス・オルソン(Rex Olson)、ティム・ピンチ (Tim Pinch)、トム・ピンチ (Tom Pinch)
Recorded Live at The Warfield Theatre, San Francisco, California, Friday, December 5, 1980 except "Guardian Angel", recorded and mixed at Minot Sound, White Plains.

- ミキシング・エンジニア - レイ・バービー(Ray Bardani)
- マスタリング・エンジニア - ボブ・ラディック（英語版）
Mastered at Masterdisk, New York.
- エグゼクティブ・プロデューサー - バリー・マーシャル(Barrie Marshall)、フィリップ・ロベルジュ(Philip Roberge)

- カバー・デザイン - ゲルト・フォンテーヌ(Gerd Fontagne)
- カバー・レタリング - セス・ショウ(Seth Shaw)
- 写真（裏） - ランディー・バチマン(Randy Backman)
- 写真（内部） - ダリル・ピット(Darryl Pitt)

## リリース日一覧
| 地域 | リリース日     | レーベル                      | 規格                   | カタログ番号   | 備考                |
| ---- | -------------- | ----------------------------- | ---------------------- | -------------- | ------------------- |
| 日本 | 1981年         | CBS/Sony Inc.                 | 30cmLP                 | 25AP 2035      | STEREO              |
| 日本 | 1982年10月10日 | CBS/Sony Inc.                 | 12cmCD                 | 35DP 9         | STEREO              |
| 日本 | 1996年12月12日 | CBS/Sony Inc.                 | 12cmCD                 | SRCS 9170      | Master Sound        |
| 日本 | 1999年8月4日   | SME Records                   | SA-CD                  | SRGS-4512      | STEREO              |
| 日本 | 2001年3月23日  | SME Records                   | 12cmCD                 | SRCS-9656      | DSD - SBM Remaster  |
| 日本 | 2005年5月18日  | SONY Records                  | 12cmCD                 | SICP-750       | STEREO              |
| 日本 | 2008年12月24日 | SONY Records                  | Blu-spec CD            | SICP-20020     | STEREO              |
| 日本 | 2012年5月9日   | Sony Music Entertainment Inc. | デジタル・ダウンロード | G010001374803L | mora AAC-LC 320kbps |
| 日本 | 2012年5月9日   | Sony Music Entertainment Inc. | デジタル・ダウンロード | 724573895      | iTunes Store        |
| 日本 | 2013年10月9日  | Sony Music Entertainment Inc. | Blu-spec CD            | SICP-30304     | STEREO              |
| 日本 | 2016年4月27日  | Sony Music Entertainment Inc. | 12cmCD                 | SICJ-143       | STEREO              |